# Snoop Dogg
Calvin Cordozar Broadus, Jr.  (n. 20 octombrie 1971, Long Beach, California) este un rapper, cântăreț, textier, producător muzical și actor american. Din iulie 2012 folosește numele de scenă Snoop Lion, iar în trecut a folosit numele Snoop Doggy Dogg, dar cel mai notabil a fost Snoop Dogg.

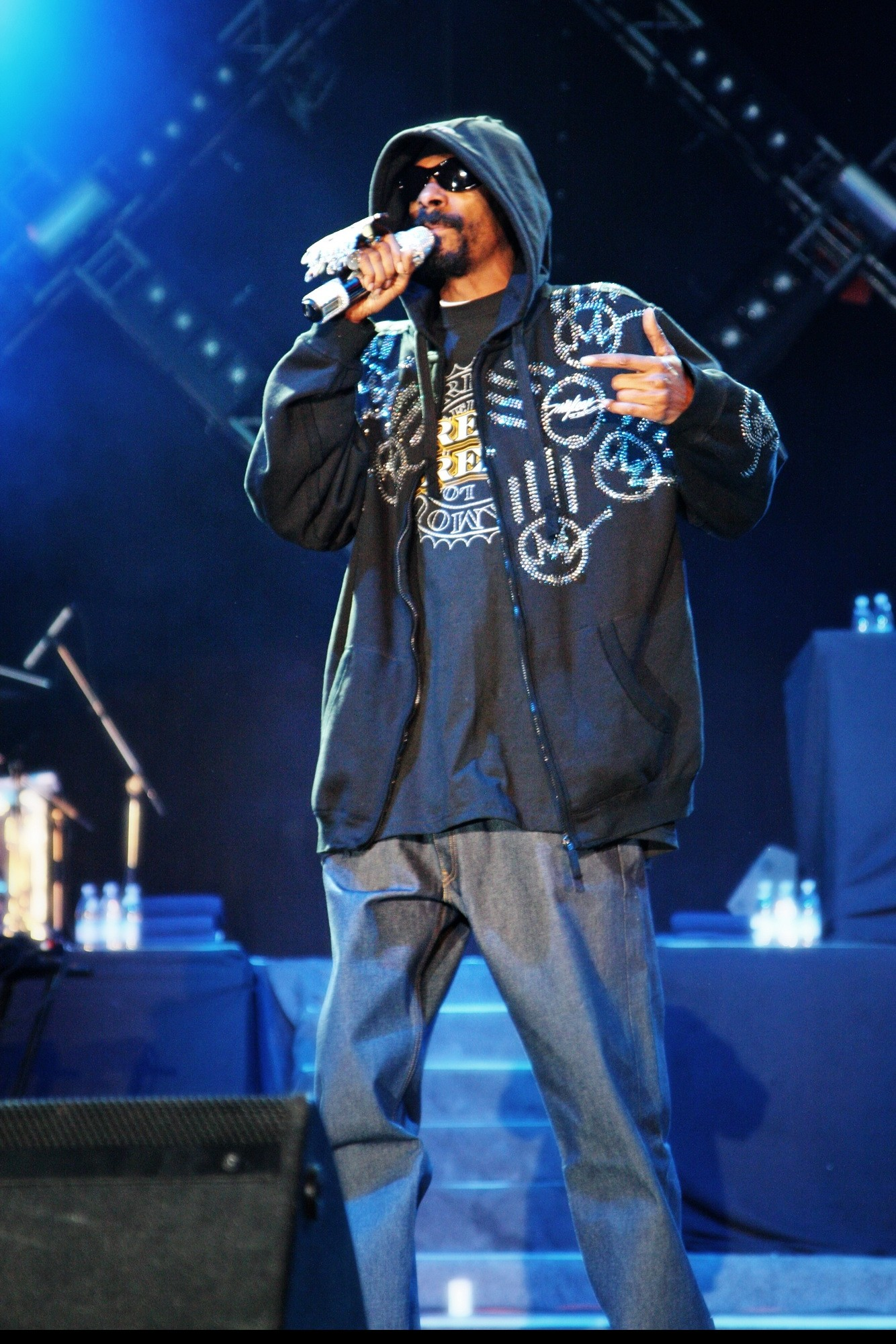
Snoop Dogg în București, 2008.

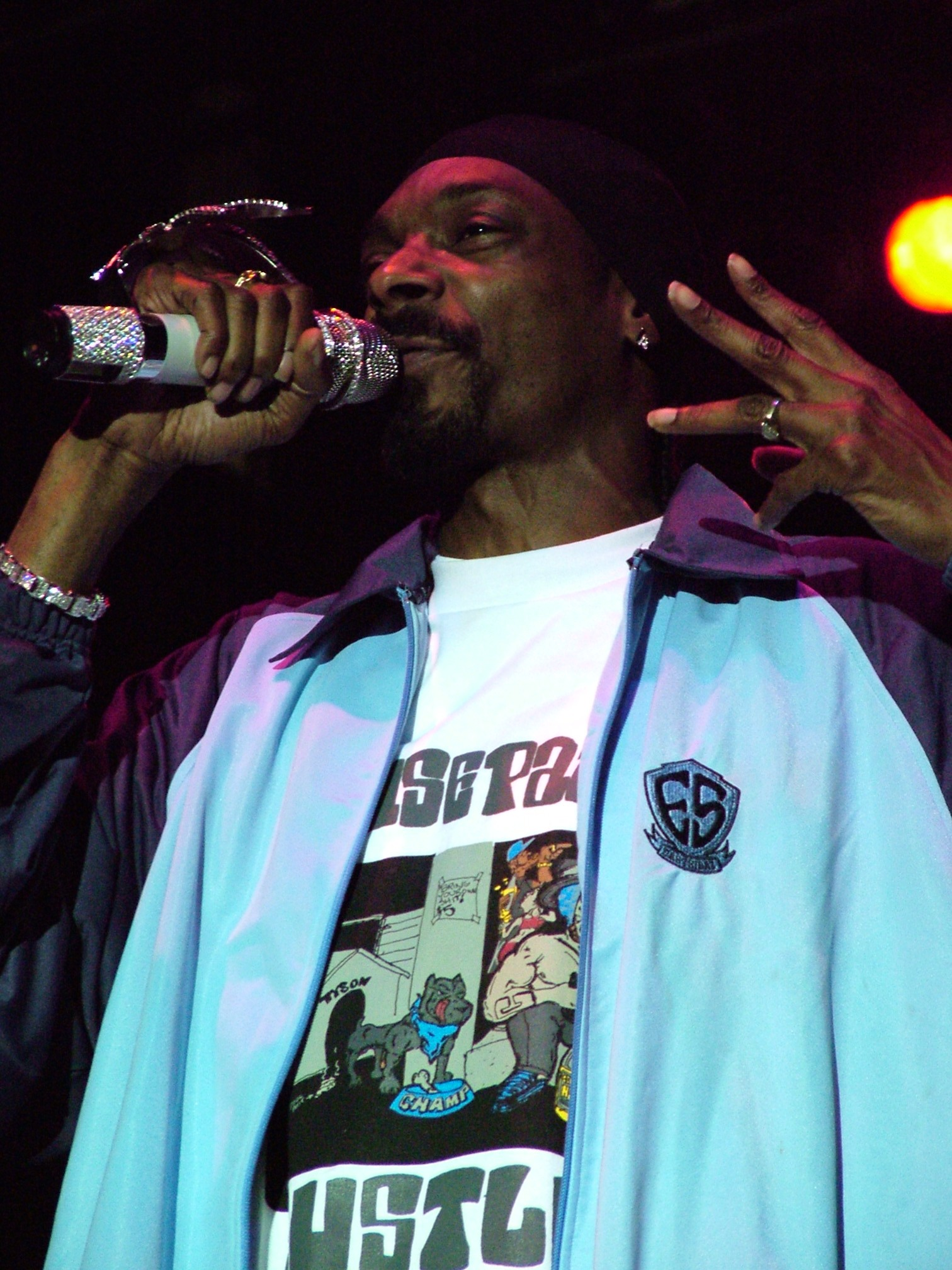
Snoop Dogg cântând la festivalul City Stages, în 2006.

## Viața
Ca un personaj important al gangsta rap-ului din anii '90, Snoop Doggy Dogg s-a aflat în rap între realitate și ficțiune. Introdus în lumea rap-ului prin albumul lui Dr. Dre - The Chronic, Snoop Doggy Dogg a devenit un star în rap, mai ales după ce a fost arestat sub acuzarea că ar fi un complice la crimă. Acest arest l-a ajutat cu siguranță în albumul lui de debut - Doggystyle, primul lui album care a intrat numărul 1 în topuri, dar cu timpul, i-a stricat în carieră. Snoop a trebuit să se lupte cu acuzări în 1994 și 1995, acestea făcându-i mult rău în carieră. Tha Doggfather, al doilea album a lui, nu a fost lansat până în noiembrie 1996 și s-a vândut cu jumătate mai puțin decât precedentul Doggystyle, ce însemna că Snoop rămânea o vedetă, dar nu mai avea influența de acum 2 ani.
Poreclit Snoop de către mama sa din cauza înfățișării sale, Calvin 'Snoop Dogg' Broadus (născut pe 20.10.1971) a fost crescut în Long Beach, California, unde avea multe probleme cu legea. La scurt timp după terminarea liceului, el a fost arestat pentru posesie de cocaină, o perioadă de 3 ani fiind închis de mai multe ori. A găsit scăparea din viața de infractor prin muzică. Snoop Dogg a început să înregistreze casete făcute acasă cu prietenul său Warren G, care era fratele vitreg a lui Dr. Dre, pe vremea aceea în N.W.A. Warren G i-a dat o casetă lui Dre care a fost impresionat de stilul lui Snoop și a început să colaboreze cu rapperul. Când Dr. Dre a decis să facă prima sa tentativă într-o carieră solo în 1992 cu piesa pt. filmul Deep Cover, Snoop cânta cu el. Pe primul album solo a lui Dr. Dre - The Chronic, lansat la sfârșitul anului 1992, Snoop a cântat aproape la fel de mult ca Dre, vocile lor fiind la fel de importante în succesul lor ca și influențele bass-ului P-Funk, făcute de Dre. Piesele lui Dre Nuthin' but a 'G' Thang și Dre Day, care au fost cântate împreună cu Snoop, au intrat în Top 10 prin primăvara lui 1993, acest fapt pregătindu-i mult anticipatul album de debut a lui Snoop Doggy Dogg - Doggystyle. În timpul înregistrărilor albumului din august 1993, Snoop a fost arestat în legătură cu moartea lui Phillip Woldermarian, împușcat dintr-o mașină în mișcare. Conform declarațiilor, bodyguardul rapperului, McKinley Lee, l-a împușcat pe Woldermarian în timp ce Snoop conducea mașina; rapperul a spus că era în legitimă apărare și că victima îl amenința cu o armă. După ce a cântat la MTV Music Awards în 1993, Snoop a fost luat de autorități.
După multe amânări, Doggystyle a fost în sfârșit lansat la Death Row în noiembrie 1993, și a devenit primul album a lui Snoop care a urcat pe locul 1 în topuri. În ciuda faptului că unele voci spuneau că Doggystyle era o copie a The Chronic, piesele What's my name? și Gin & Juice au ținut albumul în fruntea top-ului până la începutul lui 1994, iar Snoop a devenit un rapper mult controversat, din cauza arestului și a textelor care erau considerate prea violente și sexiste. În timpul unui turneu prin Anglia în primăvara lui 1994, câțiva oameni de la putere au cerut Guvernului să-l dea afară din țară pe Snoop, bazându-se pe excesul de violență și obscenități din textele lui, și pe arestul lui, fiind acuzat de crimă. Snoop le-a dat replica și a explicat procesul turnând un film bazat pe piesa Murder was the case, și scoțând un soundtrack care a urcat rapid pe locul 1 în 1994. Pe acea vreme, Doggystyle a câștigat de 4 ori discul de platină.
Snoop Doggy Dogg a petrecut o mare parte din anul 1995 pregătindu-se pentru proces, care a avut loc la sfârșitul lui '95. În februarie 1996 i-au fost retrase toate acuzațile și a început să lucreze la al doilea album al său - Tha Doggfather - de data asta fără să-l aibă pe Dr. Dre ca producător. Când albumul a fost în sfârșit lansat în 1996, s-a văzut clar că nu era un album G-Funk produs de Dr. Dre. Albumul a avut și remix-uri și inițial a fost vândut bine, dar de-a lungul timpului nu a reușit să lanseze un hit asemănător celor două What's my name? și Gin & juice. O parte din motivul puținului succes a lui Tha Doggfater a fost marile schimbări în gangsta rap: Tupac Shakur, care devenise un prieten de-a lui Snoop, a murit cu câteva săptămâni înainte să fie scos albumul, Dr. Dre a plecat de la Death Row, lăsând casa de discuri în grija lui Suge Knight, care era îngropat în acuzări la sfârșitul lui 1996. Albumul nu mai avea influența precedentului, iar vânzările au ajuns la 2 milioane, ce era dezamăgitor pt. un superstar. Snoop a început să-și reconstruiască imaginea, trecând\ de la stilul său Gangsta la un rap mai calm și schimbându-și numele de scenă, de la Snoop "Doggy" Dogg la Snoop Dogg, așa cum îl știm în zilele noastre. Albumul Da game is to be sold, not to be told este primul său album la noua casă de discuri, No Limit Records, urmat în 1999 de albumul No Limit Top Dogg, îndepărtându-se de stilul West Coast, totuși rămânând un personaj important în Rap-ul contemporan. După acestea, a urmat Tha Last Meal, un album care n-a fost conform așteptărilor, dar unele piese totuși mai păstrează sound-ul gangsta rap-ului west coast pe care îl avea în 1993. De asemenea, coperta albumului seamănă cu cea a primului. A urmat Death Row's Greatest Hits care amintește de Snoop "Doggy" Dogg și de Doggystyle, multe dintre piese fiind de pe acel album...
Urmează un nou album - Paid tha cost to be da boss, lansat pe 26 noiembrie, în colaborare cu casa de discuri Capitol Records. Acest album va întări cu siguranță statura lui Snoop ca rapper.
Cordozar Calvin Broadus este căsătorit din 12 iunie 1997 cu Shante Taylor și are doi fii și o fiică.
În anul 2012 a colaborat pentru prima oară cu un artist român, și anume cu cântăreața Brighi la melodia „Play Me Like A Violin”.

## Discografie
| Solo                                         | An   |
| -------------------------------------------- | ---- |
| Doggystyle                                   | 1993 |
| Tha Doggfather                               | 1996 |
| Da Game Is to Be Sold, Not to Be Told        | 1998 |
| No Limit Top Dogg                            | 1999 |
| Tha Last Meal                                | 2000 |
| Paid tha Cost to Be da Boss                  | 2002 |
| R&G (Rhythm & Gangsta): The Masterpiece      | 2004 |
| Tha Blue Carpet Treatment                    | 2006 |
| Ego Trippin'                                 | 2008 |
| Malice n Wonderland                          | 2009 |
| More Malice (Malice n Wonderland Re-release) | 2010 |
| Cu 213                                       | An   |
| The Hard Way                                 | 2004 |
| Cu Tha Eastsidaz                             | An   |
| Snoop Dogg Presents Tha Eastsidaz            | 2000 |
| Duces 'n Trayz: The Old Fashioned Way        | 2001 |
| Cu B-Real                                    | An   |
| Blaze!                                       | TBA  |

### Turnee
- Blazed & Confused Tour (opening act)
- Up In Smoke Tour (opening act)

## Filmografie
- 1994: Murder Was the Case (Platină)
- 1998: Caught Up
- 1998: Half Baked (apariție cameo)
- 1998: Da Game of Life
- 1998: Hot Boyz
- 1998: Ride
- 1999: Whiteboyz
- 1999: Urban Menace
- 2000: Tha Eastsidaz
- 2000: Up in Smoke Tour
- 2000: The Wrecking Crew - Dra-Man
- 2001: Baby Boy
- 2001: Training Day
- 2001: King of the Hill (voce)
- 2001: Bones
- 2001: The Wash
- 2003: Malibu's Most Wanted
- 2003: Old School
- 2004: Starsky & Hutch
- 2004: Soul Plane
- 2004: Volcano High
- 2005: Boss'n Up
- 2005: Racing Stripes (voce)
- 2006: The Tenants
- 2006: Weeds: (el însuși)
- 2006: Hood of Horror
- 2007: Arthur and the Minimoys (voce)
- 2007: Monk
  - În timpul premierei, a acoperit titlul Randy Newman "It's a Jungle out There".
- 2007: The Boondocks
- 2008: Singh Is Kinng ( el însuși)
- 2008: Snoop Dogg's Father Hood ( el însuși)
- 2009: Futurama: Into the Wild Green Yonder (voce)
- 2009: Dogg After Dark: (el însuși)
- 2009: Xavier: Renegade Angel (voce)
- 2009: Brüno (apariție cameo)
- 2010: One Life to Live ca și Calvin Broadus
- 2011: High School ( Mac )